# National House of Traditional Leaders
Das National House of Traditional Leaders (NHTL, deutsch etwa: „Nationales Haus der traditionellen Führer“) ist der Name von einem Verfassungsorgan in Südafrika, das von Delegierten aus den Provincial Houses of Traditional Leaders of South Africa (Organe auf Provinzebene) gebildet wird. Die Mitglieder gehören üblicherweise traditionellen Herrscherdynastien an und repräsentieren ihre gesellschaftliche Rolle in diesen Gremien.

## Grundlagen
In der Zeit der Apartheid spielten die traditionellen Herrscher, meist als traditional authorities bezeichnet, eine Rolle im Staatsaufbau. Gemäß dem Black Authorities Act 68 of 1951 unterstanden ihnen Gemeinschaften von Schwarzen, sie waren aber finanziell und politisch von übergeordneten Behörden abhängig.
Die Position der traditionellen Vertretungen ist durch Kapitel 12 der südafrikanischen Verfassung von 1996 gewährleistet. Zuvor hatte bereits die von der CODESA ausgehandelte Übergangsverfassung die Rolle der traditional authorities festgelegt. Das Gremium trug zunächst die Bezeichnung Council of Traditional Leaders of South Africa und wurde durch ein Gesetz aus dem Jahre 1998 in National House of Traditional Leaders umbenannt.
Die Ausgestaltung der traditionellen Vertretung regelt der Traditional Leadership and Governance Framework Act of 2003. Im südafrikanischen Kabinett ist der Minister for Cooperative Governance and Traditional Affairs (etwa: „Minister für kooperative Führung und traditionelle Angelegenheiten“) für die Gremien zuständig. Seit 2018 ist dies Zweli Mkhize (African National Congress).
Als traditional leadership werden in Kapitel 1 des Traditional Leadership and Governance Framework Act von 2003 legaldefiniert: „[…] die gewohnheitsmäßigen Institutionen oder Strukturen oder die gewohnheitsmäßigen Systeme oder Verfahren der Staatsführung, die von traditionellen Gemeinschaften anerkannt, genutzt oder praktiziert werden.“

## Gremien
Das National House of Traditional Leaders (NHTL) besteht aus 23 Mitgliedern, darunter der Chairperson, seit 2017 Inkosi Sipho E. Mahlangu. Sieben der neun Provinzen entsenden je drei Mitglieder, Gauteng zwei Mitglieder und Westkap keine Mitglieder. Sie werden durch Wahlgremien der Provincial Houses of traditional leaders gewählt. Das Gremium wurde 1997 gegründet. Die Amtszeit beträgt normalerweise fünf Jahre. 2017 hielt das NHTL zwei Indabas ab. 2018 eröffnete Präsident Cyril Ramaphosa das wiedereingesetzte fünfte National House of Traditional Leaders. Tagungsort ist ein Haus an der Ecke Pretorius Street/Steve Biko Street in der Hauptstadt Pretoria.
Provincial Houses of traditional leaders gibt es in den sieben der neun Provinzen, nämlich in Ostkap, Freistaat, KwaZulu-Natal, Limpopo, Mpumalanga, Nordwest (auch bezeichnet als Bokone Bophirima) und Nordkap. Die San in der Provinz Nordkap erhielten 2017 eine traditionelle Vertretung. Die traditionellen Provinzvertretungen spielen vor allem im ländlichen Raum eine Rolle.
Local Houses of traditional leaders sollen fünf bis zehn Mitglieder haben. Sie sollen in Distrikten und Metropolgemeinden gewählt werden, die mehr als eine höhere (Senior) traditionelle Führungskraft zählen.
Alle Mitglieder der Houses beziehen ein Gehalt. Mitglieder der Houses können Könige/Königinnen, Principal bzw. Senior Traditional Leaders oder Headmen/Headwomen sein.

## Aufgaben
Die Kompetenzen der Gremien erstrecken sich auf die Gestaltung und Anwendung des Gewohnheitsrechts (Customary Law) und die Beziehungen untereinander. Das National House of Traditional Leaders wird zu Gesetzesvorhaben angehört, die ihre Kompetenzen berühren. Dabei hat sich das Gremium am verfassungsmäßigen Rahmen zu orientieren und darf keine Parteipolitik betreiben. Die Gremien sind laut Präambel des einschlägigen Gesetzes verpflichtet, „die Integrität und Legitimation der Institutionen der traditionellen Führung im Sinne des Gewohnheitsrechts und seiner Ausübungen wiederherzustellen“. Die Werte der Demokratie, darunter die Gleichwertigkeit der Geschlechter, sollen zunehmend vorangetrieben werden, die Nationenbildung soll gefördert werden.
2008 erklärte etwa das NHTL das Tragen von Miniröcken für vereinbar mit den Sitten des Landes und verurteilte somit den Angriff auf eine Frau, die von Männern wegen eines Minirockes tätlich angegriffen worden war.
Das National House of Traditional Leaders veröffentlicht jährlich einen Bericht.

## Sonstiges
Das Provincial House of Traditional Leaders KwaZulu-Natal ist an der Auswahl der Vorstandsmitglieder des Ingonyama Trust beteiligt, der vom Königshaus der Zulu geleitet wird und umfangreiche Ländereien des früheren Homelands KwaZulu verwaltet.